# Autovía de Navarra

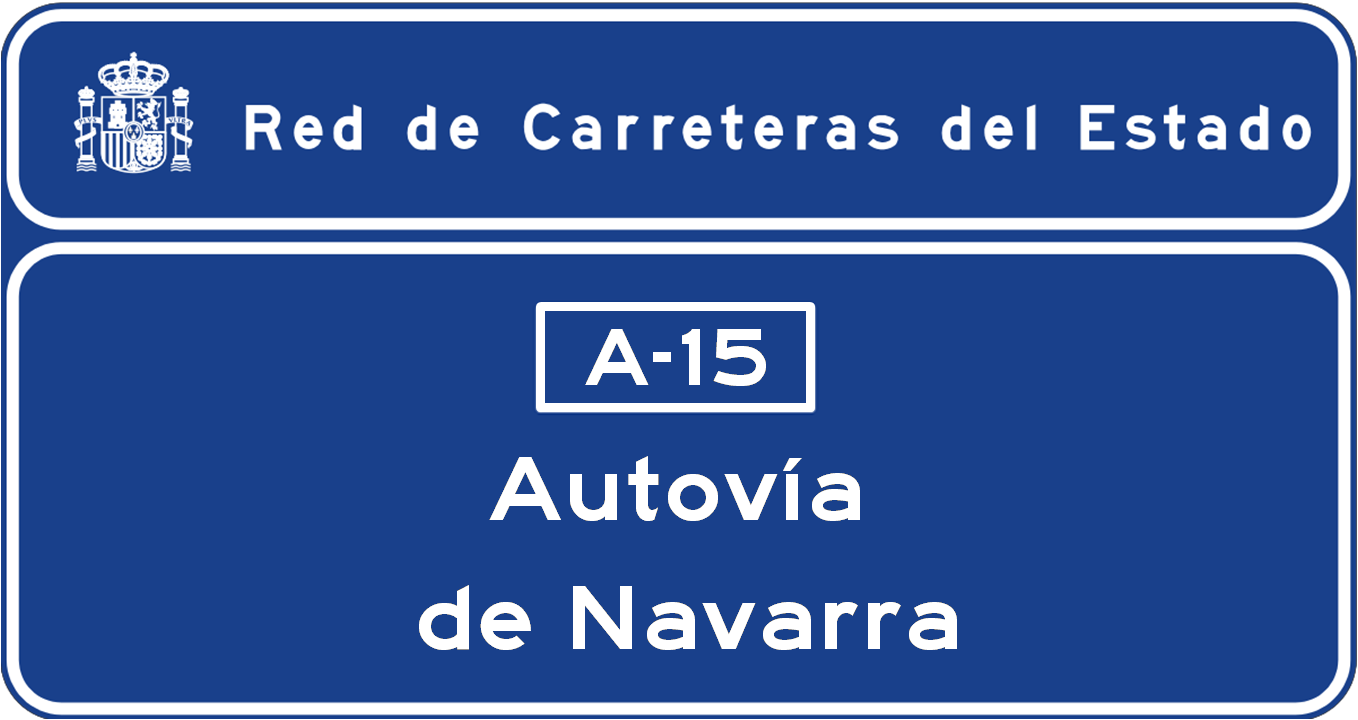
Señal de confirmación de la Autovía de Navarra

La autovía de Navarra o A-15 es una autovía en construcción que empieza en la A-2 en Medinaceli y terminará en Tudela, pasando por Soria y Ágreda. Comparte identificador con otras tres vías: Autopista Navarra-Guipúzcoa, en Guipúzcoa; Autovía de Leizarán y Ronda de Pamplona Oeste, en Navarra. Esto se debe a que las cuatro vías en conjunto, asociadas a la Autopista de Navarra, conforman un eje norte-sur que unen la ciudad de San Sebastián con Medinaceli y, por tanto, con Madrid.
Una vez el Gobierno de España concluya la construcción de los tramos entre Soria y Tudela, conectará directamente Pamplona con Madrid sin pasar por Zaragoza y supondrá una alternativa a la A-1 entre Francia y Madrid.

## Situación
La denominada autovía de Navarra empieza en el enlace 152 de la A-2 en Medinaceli y finalizará, una vez se construya el trazado entre Soria y Tudela, en el enlace 17 de la AP-68, donde enlazará también con la AP-15, su continuación hasta Pamplona. Tiene una longitud de 164 km, de los cuales 157 pertenecen al tronco principal de la autovía y los 7,3 restantes al acceso a Soria desde Los Rábanos, SO-20. Los tramos más avanzados están en la provincia de Soria, y concretamente los situados entre Soria y Almazán se abrieron a finales de 2009, y un nuevo tramo en diciembre de 2010 entre Radona y Sauquillo del Campo, cerca de Medinaceli. El tramo que transcurre por parte de Navarra ha salido recientemente a licitación dado que la construcción de este corresponde al Gobierno de Navarra en territorio foral, mientras que en el resto el Ministerio de Transportes, Movilidad y Agenda Urbana es competente. La autovía atraviesa principalmente la provincia de Soria, pero también, aunque en menor grado, la provincia de Zaragoza y la Comunidad Foral de Navarra, para seguir después por territorio navarro por la AP-15. Ésta es una autovía vital para la provincia de Soria y regiones adyacentes ya que es la primera autovía que llega a la ciudad de Soria.

## Tramos
| Denominación | Tramo | Kilómetros | Año servicio / Estado (2025)                                                                                   |
| ------------ | --- | ---------- | --- |
| A-15         | Medinaceli - Radona Subtramo: Medinaceli A-2 - N-111 Subtramo: N-111 - Radona                               | 0,5 10     | 2015 |
| A-15         | Radona – Sauquillo del Campo                                                                                | 14         | 2010 |
| A-15         | Sauquillo del Campo – Almazán Sur                                                                           | 11,5       | 2013 |
| A-15         | Variante de Almazán Tramo original: Almazán Sur - Almazán Norte Tramo ampliado: Almazán Sur - Almazán Norte | 4,6 4,6    | 1 carril por sentido: 1997 2 carriles por sentido: 2013                                                        |
| A-15         | Almazán Norte – Cubo de la Solana                                                                           | 13,3       | 2008 |
| A-15         | Cubo de la Solana – Los Rábanos A-11 SO-20                                                                  | 8,5        | 2009 |
| SO-20        | Los Rábanos A-11 A-15 – Soria Sur                                                                           | 7,3        | 2009 |
|              | Los Rábanos A-11 SO-20 – Fuensaúco                                                                          | 16,6       | En nueva redacción de proyecto (pendiente someter a nueva información pública) (pendiente licitación de obras) |
|              | Fuensaúco – Villar del Campo                                                                                | 15         | En obras (apertura prevista 2028 o 2029)                                                                       |
|              | Villar del Campo – Ágreda Oeste                                                                             | 18,7       | Proyecto terminado (aprobado definitivamente) (pendiente licitación de obras)                                  |
| A-15         | Variante de Ágreda Tramo: Ágreda Oeste - Ágreda Este                                                        | 8,9        | 2007 |
|              | Ágreda Este – Tarazona                                                                                      | 8,9        | Proyecto terminado (aprobado definitivamente) (pendiente licitación de obras)                                  |
|              | Tarazona – Limítrofe Aragón/Navarra                                                                         | 7,6        | Proyecto terminado (DIA favorable y obtenida, aprobada definitivamente) (pendiente licitación de obras)        |
|              | Limítrofe Navarra/Aragón – Cascante                                                                         | 5          | Proyecto caducado (pendiente nueva actualización de proyecto)                                                  |
|              | Cascante – Cintruénigo NA-160                                                                               | 8          | Nuevo proyecto licitado (pendiente readjudicación de proyecto) (pendiente licitación de obras)                 |
|              | Cintruénigo NA-160 – Tudela AP-15 AP-68                                                                     | 5,8        | Proyecto terminado (aprobado provisionalmente) (pendiente licitación de obras)                                 |

## Salidas

### Medinaceli - Soria
| Velocidad | Esquema | Salida | Sentido Soria (ascendente)                        | Sentido Madrid (descendente)                                                | Destinos Cercanos                    |
| --------- | ------- | ------ | ------------------------------------------------- | --------------------------------------------------------------------------- | ------------------------------------ |
|           |         | 1      | N-111 N-2 Medinaceli aparcamiento de emergencia   |                                                                             | Toledo Lisboa seguir A-2 Madrid      |
|           |         | 3      |                                                   | N-111 N-2 Medinaceli E-90 A-2 Zaragoza Barcelona aparcamiento de emergencia | Lérida Tarragona seguir A-2 Zaragoza |
|           |         | 9      | SO-P-3045 SO-P-4059 Yelo                          | SO-P-3045 SO-P-4059 Yelo                                                    |                                      |
|           |         | 13     | SO-P-3046 Radona SO-P-4055 Alcubilla de las Peñas | SO-P-3046 Radona SO-P-4055 Alcubilla de las Peñas                           |                                      |
|           |         | 23     | N-111 Adradas SO-P-4055 Ontalvilla de Almazán     | N-111 Adradas SO-P-4055 Ontalvilla de Almazán                               |                                      |
|           |         | 28     | SO-P-4065 Sauquillo del Campo SO-P-3002 Taroda    | SO-P-4065 Sauquillo del Campo SO-P-3002 Taroda                              |                                      |
|           |         | 32     | SO-P-3052 Coscurita SO-P-4066 Centenera del Campo | SO-P-3052 Coscurita SO-P-4066 Centenera del Campo                           |                                      |
|           |         | 36     | SO-P-3053 Bordejé La Miñosa Frechilla de Almazán  | SO-P-3053 Bordejé La Miñosa Frechilla de Almazán                            |                                      |
|           |         | 39     | N-111 Almazán Sur CL-116 Morón de Almazán         | N-111 Almazán Sur CL-116 Morón de Almazán                                   |                                      |
|           |         | 41     | CL-101 Almazán Este                               | CL-101 Almazán Este                                                         |                                      |
|           |         | 44     | N-111 Almazán Norte SO-P-4076 Fuentelcarro        | N-111 Almazán Norte SO-P-4076 Fuentelcarro                                  |                                      |
|           |         | 56     | Cubo de la Solana                                 | Cubo de la Solana                                                           |                                      |
|           |         | 62     | Lubia                                             | Lubia                                                                       |                                      |
|           |         | 68     | SO-20 Soria Logroño Valladolid                    | SO-20 Soria Logroño Valladolid                                              | Burgos seguir SO-20 Soria            |

### Los Rábanos - Tudela

#### Los Rábanos - Ágreda Oeste (en proyecto)
| Velocidad | Esquema | Salida | Sentido Pamplona (ascendente)              | Sentido Soria (descendente) | Destinos Cercanos |
| --------- | ------- | ------ | ------------------------------------------ | --------------------------- | ----------------- |
|           |         |        | SO-20 Soria Logroño Burgos                 |                             |                   |
|           |         |        | N-122 Aldealpozo SO-P-2015 Omeñaca         |                             |                   |
|           |         |        | N-122 Villar del Campo SO-P-2003 Pozalmuro |                             |                   |
|           |         |        | N-122 Matalebreras SO-380 Ólvega           |                             |                   |

#### Variante de Ágreda
| Velocidad | Esquema | Salida | Sentido Pamplona (ascendente)    | Sentido Soria (descendente)      | Destinos Cercanos            |
| --------- | ------- | ------ | -------------------------------- | -------------------------------- | ---------------------------- |
|           |         |        | Inicio Autovía de Navarra        | Fin Autovía de Navarra           |                              |
|           |         | 106    | N-122 Ágreda Oeste CL-101 Ólvega | N-122 Ágreda Oeste CL-101 Ólvega |                              |
|           |         | 101    | N-122 Ágreda Este N-113 Castejón | N-122 Ágreda Este N-113 Castejón | Fitero seguir N-113 Castejón |
|           |         |        | Fin Autovía de Navarra           | Inicio Autovía de Navarra        |                              |

#### Ágreda Este - Tudela (en proyecto)
| Velocidad | Esquema | Salida | Sentido Pamplona (ascendente)                                   | Sentido Soria (descendente) | Destinos Cercanos                         |
| --------- | ------- | ------ | --------------------------------------------------------------- | --------------------------- | ----------------------------------------- |
|           |         |        |                                                                 |                             |                                           |
|           |         |        | N-122 Tarazona Borja                                            | N-122 Tarazona Borja        | Monteagudo seguir N-122 Tarazona          |
|           |         |        |                                                                 |                             |                                           |
|           |         |        | NA-6900 Cascante Ablitas                                        | NA-6900 Cascante Ablitas    | Tulebras Barillas seguir NA-6900 Cascante |
|           |         |        | NA-160 Tudela Sur Cintruénigo                                   |                             |                                           |
|           |         |        | NA-6410 Corella Murchante                                       |                             |                                           |
|           |         |        | AP-15 Tafalla Pamplona A-68 Tudela Norte Logroño AP-68 Zaragoza |                             | San Sebastián seguir AP-15 Pamplona       |